# Шигаєво (Бурятія)
Шигаєво (рос. Шигаево) — село Кабанського району, Бурятії Росії. Входить до складу Сільського поселення Твороговське.
Населення — 513 осіб (2015 рік).